# Elitedivisionen 2021-22
Elitedivisionen eller Gjensidige Kvindeligaen 2021-22 var den 50. sæson af kvindernes topliga i fodbold i Danmark. HB Køge var forsvarende mestre, efter at have vundet ligaen for første gang i den forgangne sæson. Det er alle de samme deltagende hold, fra sidste sæson.
Gjensidige Forsikring har siden juli 2019, været ligaens hoved- og navnesponsor.
Sportskanalen Sport Live, forlængede i juli 2020, deres Tv-aftale til og med slutningen af sæsonen. Kanalen vil hver uge vise mindst én topkamp. Derudover viser den gratis streamingtjeneste Mycujoo, alle de resterende kampe i både ligaen og pokalturneringen.
HB Køge genvandt mesterskabet for anden gang klubbens historie, efter at være gået ubesejret igennem både grundspil og slutspil.

## Struktur
Elitedivisionen består af 8 hold. De møder hinanden to gange, i grundspillet, hvilket giver 14 kampe til alle hold i grundspillet. Grundspillet bliver spillet om efteråret. De seks øverste hold går efter grundspillet videre til mesterskabsrunden, hvor holdene tager pointene med over. Her mødes alle hold på både ude- og hjemmebane, hvorefter holdet med flest point kåres som mester. Vinderen og andenpladsen kvalificerer sig til UEFA Champions League ottendedelsfinaler. Der er ingen gældende kvalifikation til europæiske turneringer, for de resterende 4 hold. Mesterskabsrunden bliver spillet i foråret.
De to nederste hold skal spille et nedrykningsspil eller også kaldet kvalifikationsrunde. I kvalifikationsrunden møder de to hold, de to øverste placerende hold fra Pulje 1/Øst og Pulje 2/Vest, fra 1. division. Således udgør de en pulje af seks hold, hvorfra de to hold øverste placerede hold kvalificerer sig til ligaen, sæsonen efter. De resterende fire hold, der ikke kvalificerede sig i kvalifikationsrunden, skal optræde i 1. division, i den efterfølgende sæson. 
Kvalifikationsrunden foregår i foråret, efter at både ligaens grundspil og de to puljer i 1. division, er færdigspillet i efteråret.

## Hold
| Region      | Hold             | By       | Stadion               | Kapacitet |
| ----------- | ---------------- | -------- | --------------------- | --------- |
| Hovedstaden | Brøndby IF       | Brøndby  | Brøndby Stadion       | 29.000    |
| Hovedstaden | FC Nordsjælland  | Farum    | Farum Park            | 10.300    |
| Hovedstaden | HB Køge          | Køge     | Capelli Sport Stadion | 4.000     |
| Syddanmark  | Kolding IF       | Kolding  | Autocentralen Park    | 10.000    |
| Midtjylland | AGF              | Aarhus   | Vejlby Stadion        | 5.200     |
| Nordjylland | Fortuna Hjørring | Hjørring | Nord Energi Arena     | 7.500     |
| Nordjylland | FC Thy-Thisted Q | Thisted  | Sparekassen Thy Arena | 3.000     |
| Nordjylland | AaB              | Aalborg  | Aalborg Portland Park | 13.800    |

### Personale og sponsorer
| Hold             | Cheftræner          | Anfører            | Tøjsponsor    | Hovedsponsor                |
| ---------------- | ------------------- | ------------------ | ------------- | --------------------------- |
| Kolding IF       | Jesper Bisgaard     | Louise Eriksen     | Adidas        | Fynske Bank                 |
| Fortuna Hjørring | Brian Sørensen      | Laura Frank        | New Balance   | Sportmaster, DS Gruppen A/S |
| HB Køge          | Søren Randa-Boldt   | Maria Uhre Nielsen | Capelli Sport | Spar Nord Bank              |
| AaB Fodbold      | Claus Larsen        | Line Andersen      | Hummel        | Sparekassen Vendsyssel      |
| FC Thy-Thisted Q | Peer Lisdorf        | Matilde Kjeldgaard | Adidas        | Sparekassen Thy             |
| Brøndby          | Per Nielsen         | Nanna Christiansen | Hummel        | Arbejdernes Landsbank       |
| AGF              | Katrine S. Pedersen | Christina Ravn     | Hummel        | Arbejdernes Landsbank       |
| FC Nordsjælland  | Carmelina Moscato   |                    | Nike, Inc.    | DHL                         |

### Trænerudskiftninger
| Hold             | Afgående træner | Årsag   | Dato for aftrædelse | Afløst af           | Dato for overtagelse | Placering i ligaen |
| ---------------- | --------------- | ------- | ------------------- | ------------------- | -------------------- | ------------------ |
| AGF              | Anders Nim      | Stoppet | 30. juni 2021       | Katrine S. Pedersen | 1. juli 2021         | Før sæsonstart     |
| HB Køge          | Peer Lisdorf    | Stoppet | 30. juni 2021       | Søren Randa-Boldt   | 1. juli 2021         | Før sæsonstart     |
| Fortuna Hjørring | Niclas Hougaard | Stoppet | 30. juni 2021       | Brian Sørensen      | 1. juli 2021         | Før sæsonstart     |
| FC Nordsjælland  | Brian Sørensen  | Stoppet | 30. juni 2021       | Carmelina Moscato   | 12. juli 2021        | Før sæsonstart     |
| FC Thy-Thisted Q | Allan Drost     | Stoppet | 1. marts 2022       | Peer Lisdorf        | 1. marts 2022        | Før slutspil       |

### Udenlandske spillere
Oversigten er opdateret til og med 17. april 2022.
| Klub             | Spiller 1          | Spiller 2          | Spiller 3       | Spiller 4         | Spiller 5        | Spiller 6                 | Spiller 7              | Spiller 8           | Spiller 9                 |
| ---------------- | ------------------ | ------------------ | --------------- | ----------------- | ---------------- | ------------------------- | ---------------------- | ------------------- | ------------------------- |
| Fortuna Hjørring | Maria Ficzay       | Indiah-Paige Riley | Florentina Olar | Clare Wheeler     | Janelle Cordia   | Angela Beard              | Adelaide Gay           | Omewa Joy Ogochukwu | Asii Berthelsen           |
| FC Nordsjælland  | Brianne Reed       | Tiia Peltonen      | Jessica Davis   | Ashley Riefner    | Adina Giurgiu    | Mariah Lee                | Carly Nelson           | Princess Marfo      | Emilía Kiær Ásgeirsdóttir |
| HB Køge          | Kyra Carusa        | Maddie Pokorny     | Lauren Sajewich | Kaylan Marckese   | Kelly Fitzgerald | Lili Iskandar             | Nicole Kozlova         | Andrea Norheim      |                           |
| Brøndby IF       | Ann-Kathrin Dilfer | Samara Ortiz       | Anna Welin      | Katrine Jørgensen | Beatrice Persson | Matilda Eriksson Kristell | Kristín Dís Árnadóttir |                     |                           |
| AaB              | Emberly Sevilla    | Georgia Wilson     | Julia Mortensen | Monika Biskopstø  | Emily Sands      | Amandine Pierre-Louis     | Tereza Bednarova       |                     |                           |
| AGF              | Ásla Johannesen    | Jenna McCormick    | Yoon Young-geul |                   |                  |                           |                        |                     |                           |

## Sæson

### Indledende runde
Holdene spiller mod hinanden to gange. Top seks går videre til mesterskabsrunden.

| Pos | Hold             | K  | V  | U | T  | M+ | M- | MF  | P  | Kvalifikation        |
| --- | ---------------- | -- | -- | - | -- | -- | -- | --- | -- | -------------------- |
| 1   | HB Køge          | 14 | 12 | 2 | 0  | 29 | 6  | +23 | 38 | Slutspil             |
| 2   | Fortuna Hjørring | 14 | 10 | 3 | 1  | 37 | 14 | +23 | 33 | Slutspil             |
| 3   | Brøndby IF       | 14 | 8  | 1 | 5  | 29 | 23 | +6  | 25 | Slutspil             |
| 4   | FC Thy-Thisted Q | 14 | 6  | 2 | 6  | 26 | 25 | +1  | 20 | Slutspil             |
| 5   | Kolding IF       | 14 | 5  | 2 | 7  | 15 | 21 | −6  | 17 | Slutspil             |
| 6   | FC Nordsjælland  | 14 | 4  | 4 | 6  | 11 | 14 | −3  | 16 | Slutspil             |
| 7   | AGF Fodbold      | 14 | 2  | 2 | 10 | 14 | 31 | −17 | 8  | Kvalifikationsrækken |
| 8   | AaB Fodbold      | 14 | 0  | 2 | 12 | 7  | 34 | −27 | 2  | Kvalifikationsrækken |

### Kvalifikationsrækken
| Pos | Hold            | K  | V | U | T | M+ | M- | MF  | P  | Kvalifikation           |
| --- | --------------- | -- | - | - | - | -- | -- | --- | -- | ----------------------- |
| 1   | AGF             | 10 | 7 | 3 | 0 | 24 | 5  | +19 | 24 | Elitedivisionen 2022-23 |
| 2   | Sundby Boldklub | 10 | 7 | 1 | 2 | 27 | 13 | +14 | 22 | Elitedivisionen 2022-23 |
| 3   | B.93            | 10 | 6 | 3 | 1 | 16 | 7  | +9  | 21 |                         |
| 4   | AaB             | 10 | 3 | 1 | 6 | 14 | 19 | −5  | 10 |                         |
| 5   | Varde IF        | 10 | 2 | 0 | 8 | 4  | 26 | −22 | 6  |                         |
| 6   | Odense Q        | 10 | 0 | 2 | 8 | 4  | 19 | −15 | 2  |                         |

### Slutspil
| Pos | Hold             | K  | V | U | T | M+ | M- | MF  | P  | Kvalifikation                         |
| --- | ---------------- | -- | - | - | - | -- | -- | --- | -- | ------------------------------------- |
| 1   | HB Køge          | 10 | 8 | 2 | 0 | 58 | 15 | +43 | 64 | UEFA Women's Champions League 2022-23 |
| 2   | Fortuna Hjørring | 10 | 6 | 1 | 3 | 57 | 27 | +30 | 52 | UEFA Women's Champions League 2022-23 |
| 3   | Brøndby IF       | 10 | 1 | 3 | 6 | 40 | 43 | −3  | 31 |                                       |
| 4   | FC Nordsjælland  | 10 | 3 | 4 | 3 | 25 | 24 | +1  | 29 |                                       |
| 5   | FC Thy-Thisted Q | 10 | 2 | 2 | 6 | 38 | 52 | −14 | 28 |                                       |
| 6   | Kolding IF       | 10 | 2 | 4 | 4 | 24 | 37 | −13 | 27 |                                       |

## Statistik

### Topscorere
| Nr. | Spiller               | Klub             | Mål |
| --- | --------------------- | ---------------- | --- |
| 1   | Emma Snerle           | Fortuna Hjørring | 13  |
| 2   | Nanna Christiansen    | Brøndby IF       | 11  |
| 2   | Rikke Dybdahl         | FC Thy-Thisted Q | 11  |
| 4   | Olivia Holdt          | Fortuna Hjørring | 8   |
| 5   | Maddie Pokorny        | HB Køge          | 7   |
| 6   | Cecilie Fløe          | HB Køge          | 6   |
| 7   | Malou Marcetto Rylov  | Brøndby IF       | 5   |
| 8   | Florentina Olar-Spânu | Fortuna Hjørring | 4   |
| 8   | Mathilde Carstens     | Fortuna Hjørring | 4   |
| 8   | Cecilie Buchberg      | Brøndby IF       | 4   |

| Nr. | Spiller              | Klub             | Mål |
| --- | -------------------- | ---------------- | --- |
| 1   | Rikke Dybdahl        | FC Thy-Thisted Q | 16  |
| 2   | Cecilie Fløe         | HB Køge          | 14  |
| 3   | Emma Snerle          | Fortuna Hjørring | 13  |
| 4   | Nanna Christiansen   | Brøndby IF       | 11  |
| 4   | Maddie Pokorny       | HB Køge          | 11  |
| 4   | Olivia Holdt         | Fortuna Hjørring | 11  |
| 7   | Malou Marcetto Rylov | Brøndby IF       | 9   |
| 8   | Kyra Carusa          | HB Køge          | 8   |
| 9   | Cornelia Kramer      | HB Køge          | 7   |
| 9   | Malene Sørensen      | FC Thy-Thisted Q |     |

### Månedens spiller
| Måned     | Spiller              | Spiller          |
| Måned     | Spiller              | Klub             |
| --------- | -------------------- | ---------------- |
| August    | Emma Snerle          | Fortuna Hjørring |
| September | Kathrine Møller Kühl | FC Nordsjælland  |
| October   | Cecilie Fløe         | HB Køge          |
| November  | Dajan Hashemi        | FC Nordsjælland  |
| April     | Kyra Carusa          | HB Køge          |